# ريرز لازار
ريرز لازار (بالرومانية: Rareș Lazăr) هو لاعب كرة قدم روماني في مركز الوسط، ولد في 28 مارس 1999 في فاسلوي في رومانيا. لعب مع نادي فاسلوي.

## وصلات خارجية
- ريرز لازار على موقع قاعدة بيانات كرة القدم.إي يو (الإنجليزية)
- ريرز لازار على موقع Soccerway.com (الإنجليزية)